# Schneiderhöhnita
La schneiderhöhnita és un mineral de la classe dels òxids. Anomenada així per Hans Schneiderhöhn, professor de mineralogia de la Universitat de Freiburg, a Alemanya; especialista en pegmatites granítiques.

## Característiques
La schneiderhöhnita és un òxid de fórmula química Fe2+Fe₃3+[As₅O13]. Cristal·litza en el sistema triclínic. La seva duresa a l'escala de Mohs és 3.
Segons la classificació de Nickel-Strunz, la schneiderhöhnita pertany a «04.JA - Arsenits, antimonits, bismutits; sense anions addicionals, sense H₂O» juntament amb els següents minerals: leiteïta, reinerita, karibibita, apuanita, schafarzikita, trippkeïta, versiliaïta, kusachiïta, zimbabweïta, ludlockita, paulmooreïta, estibivanita i chadwickita.